# Zjednoczeni Przytoczna
Zjednoczeni Przytoczna – polski klub piłkarski z siedzibą w Przytocznej, powstały w 1946 roku, obecnie występujący w rozgrywkach gorzowskiej klasy A. Klub jest członkiem Lubuskiego Związku Piłki Nożnej i Gorzowskiego Okręgowego Związku Piłki Nożnej.

## Historia klubu
- 1946 - Powstaje Ludowy Zespół Sportowy Tęcza Przytoczna
- 1952 - W okręgu gorzowskim startują oficjalne rozgrywki. Tęcza występuje w Klasie D.
- 1953 - Z powodu kłopotów kadrowych klub Tęcza zawiesza działalność.
- 1955 - Drużyna zostaje ponownie skompletowana i występuje w klasie D.
- 1956 - Tęcza awansuje z klasy D do klasy C.
- 1959 - Klub zajmuje pierwsze miejsce w swojej grupie Klasy C i w barażach zapewnia sobie awans do Klasy B.
- 1960 - Tęcza zajmuje pierwsze miejsce w rozgrywkach klasy B jednak chuligańskie zachowanie kibiców podczas meczu z LZS Drezdenko (Tęcza prowadziła 3:1), sprowokowane postawą sędziego, powoduje kary dla klubu i degradację do Klasy C[2][3].
- 1962 - Klub ponownie awansuje z klasy C do Klasy B.
- 1964 - Tęcza zajmuje pierwsze miejsce w rozgrywkach klasy B jednak w barażu przegrywa z LZS Drezdenko i zostaje w tej klasie rozgrywkowej.
- 1970 - Następuje podział zawodników grających w LZS Tęcza. Część zawodników postanowiła utworzyć własną drużynę w Nowej Niedrzwicy pod nazwą Wiatraczanka, występującą przez pewien czas w jednej grupie z Tęczą.
- 1971 - Tęcza obchodzi skromną uroczystość z okazji 25-lecia działalności Klubu.
- 1972 - Zapada decyzja o połączeniu klubów piłkarskich z terenu Gminy Przytoczna, powstaje Zakładowy Klub Sportowy Zjednoczeni, który kontynuuje tradycje przytoczańskiej Tęczy. Pierwszym prezesem Zjednoczonych zastaje Bogumił Adamski, patronat nad klubem obejmuje Kombinat Rolny PGR Goraj.
- 1974 - Do użytku zostaje oddany obecny Stadion Sportowy w Przytocznej.
- 1979 - Na skutek reorganizacji rozgrywek Zjednoczeni awansują z Klasy B do Klasy Okręgowej.
- 1980 - Zjednoczeni spadają do Klasy A. Prezesem klubu zostaje Marian Siuda.
- 1981 - Prezesem klubu zostaje Witaliusz Koszko. Drużyna juniorów starszych zdobywa mistrzostwo województwa.
- 1983 - Zjednoczeni zajmują pierwsze miejsce w Klasie A i awansują do klasy Okręgowej.
- 1984 - Zjednoczeni zdobywają Puchar Polski okręgu gorzowskiego pokonując w finale 3-ligowego Stoczniowca Barlinek po rzutach karnych 4:3 (w meczu 2:2). Na szczeblu centralnym Pucharu Polski Zjednoczeni przegrywają po dogrywce 1:2 z 2-ligową Arkonią Szczecin.
- 1985 - Zjednoczeni awansują z Klasy Okręgowej do gorzowsko-pilskiej Klasy Międzyokręgowej (4 liga). Klub zajmuje drugie miejsce w Pucharze Przyjaźni rozgrywanym pomiędzy drużynami z Gorzowskiego OZPN i Niemieckiej Republiki Demokratycznej.
- 1986 - Drużyna zajmuje drugie miejsce w rozgrywkach o Puchar Zimy
- 1988 - Witaliusz Koszko rezygnuje z funkcji prezesa Zjednoczonych, nowym prezesem zostaje Stanisław Drewniak
- 1989 - Zjednoczeni docierają do finału Pucharu Polski okręgu gorzowskiego, gdzie przegrywają ze Stilonem II Gorzów 1:5. Klub zostaje zakwalifikowany do rozgrywek wielkopolskiej Klasy Międzyokręgowej (4 liga). Zjednoczeni ponownie zajmują drugie miejsce w rozgrywkach o Puchar Przyjaźni.
- 1990 - Prezesem klubu zostaje ponownie Witaliusz Koszko. Zjednoczeni awansują do rozgrywek 3 ligi wielkopolskiej. Klub po raz drugi zdobywa Puchar Polski okręgu gorzowskiego pokonując w finale Łucznika Strzelce Krajeńskie 1:0. W centralnych rozgrywkach Pucharu Polski Zjednoczeni pokonują drugoligowego Chemika Police 1:0 a następnie przegrywają z trzecioligowym Gryfem Słupsk 3:4 i odpadają z rozgrywek. Klub zmienia nazwę na Międzyzakładowy Klub Sportowy Zjednoczeni
- 1991 - Zjednoczeni zajmują 9. miejsce w swojej grupie 3 ligi. Funkcje prezesa Zjednoczonych powierzono Eugeniuszowi Żłobickiemu.
- 1992 - Zjednoczeni zajmują 15. miejsce w swojej grupie 3 ligi i spadają do Klasy MR (4 liga). Prezesem klubu zostaje Waldemar Koszko.
- 1994 - Prezesem klubu zostaje Tadeusz Jasionek.
- 1995 - Tadeusz Jasionek rezygnuje z funkcji prezesa klubu, pełniącym obowiązki prezesa zostaje wybrany Stanisław Mikanowicz.
- 1997 - Zjednoczeni spadają z 4 ligi (klasa MR) do 5 ligi (Klasa Okręgowa).
- 1998 - Prezesem klubu zostaje Piotr Orzeł. Klub zmienia nazwę na Gminny Klub Sportowy Zjednoczeni
- 2005 - Zjednoczeni pierwszy raz od 22 lat spadają z Klasy Okręgowej do Klasy A
- 2006 - Po zajęciu pierwszego miejsca w swojej grupie Zjednoczeni wracają do Klasy Okręgowej. Klub obchodzi 60-lecie istnienia.
- 2007 - Prezesem klubu zostaje Mariusz Janiszewski.
- 2009 - Prezesem klubu zostaje Andrzej Tyliszczak.
- 2011 Prezesem klubu zostaje Stanisław Pietrzak.
- 2014 Awans do IV ligi lubuskiej.
- 2015 Spadek do klasy okręgowej.
- 2016 Klub obchodzi 70-lecie istnienia.
- 2017 Prezesem klubu zostaje Tomasz Minge.
- 2017 Zostaje utworzona druga drużyna Zjednoczeni II Przytoczna występująca w klasie B
- 2018 Awans drugiej drużyny do klasy A.
- 2021 Drużyna rezerw została rozwiązana. Spadek pierwszej drużyny do klasy A.

### Dotychczasowe nazwy
- Ludowy Zespół Sportowy Tęcza Przytoczna (od 1946)
- Zakładowy Klub Sportowy Zjednoczeni Przytoczna (od 1972)
- Międzyzakładowy Klub Sportowy Zjednoczeni Przytoczna (od 1990)
- Gminny Klub Sportowy Zjednoczeni Przytoczna (od 1996)

## Sukcesy
- 9. miejsce w III lidze – 1990/1991
- II runda Pucharu Polski – 1990/1991
- Puchar Polski OZPN Gorzów Wlkp. – 1983/1984, 1989/1990
- Awans do IV ligi lubuskiej - 2014